# Arrondissement Saint-Quentin
Saint-Quentin is een arrondissement van het Franse departement Aisne in de regio Hauts-de-France. De onderprefectuur is Saint-Quentin.

## Kantons
Het arrondissement was tot 2014 samengesteld uit de volgende kantons:
- Kanton Bohain-en-Vermandois
- Kanton Le Catelet
- Kanton Moÿ-de-l'Aisne
- Kanton Ribemont
- Kanton Saint-Quentin-Centre
- Kanton Saint-Quentin-Nord
- Kanton Saint-Quentin-Sud
- Kanton Saint-Simon
- Kanton Vermand

Na de herindeling van de kantons in 2014, met uitwerking in 2015, zijn dat : 
- Kanton Bohain-en-Vermandois
- Kanton Ribemont
- Kanton Saint-Quentin-1
- Kanton Saint-Quentin-2
- Kanton Saint-Quentin-3

## Demografie
In 1814 telde het arrondissement 88.243 inwoners. In 2018 waren dit 130.652 inwoners.